# High Street 50

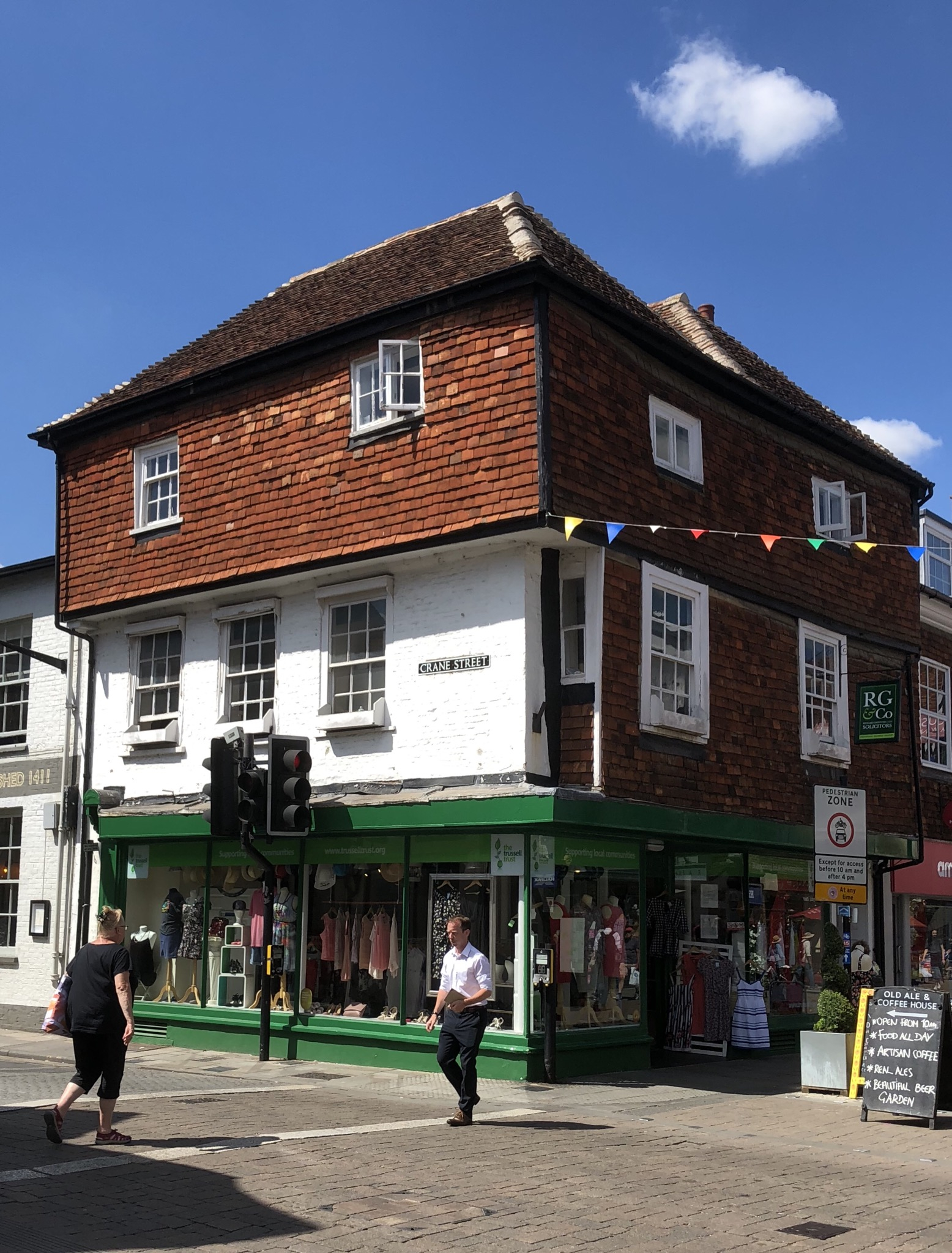
High Street 50 im Jahr 2019

Das Gebäude High Street 50 ist ein denkmalgeschütztes Haus in Salisbury in England.

## Lage
Es befindet sich im Ortszentrum von Salisbury auf der Westseite der High Street. Südlich des Hauses mündet die Crane Street ein.

## Architektur und Geschichte
Das dreigeschossige Haus entstand im 16./17. Jahrhundert in Fachwerkbauweise und wurde im 18. Jahrhundert baulich verändert. Nach Osten zur High Street sind die Fassaden der oberen Geschosse, nach Süden zur Crane Street nur des obersten Geschosses mit Schindeln verkleidet. Das erste Obergeschoss ist auf seiner Südseite gemauert und weiß gestrichen. Die Fenster gehen zum Teil auf das 18. Jahrhundert zurück. Im Erdgeschoss ist ein Ladengeschäft eingerichtet.
Es ist seit dem 28. Februar 1952 als Denkmal gelistet und wird als Bauwerk von nationaler Bedeutung und speziellem Interesse in der Kategorie Grad II der englischen Denkmalliste geführt.